# Núi Chóp Chài
Núi Chóp Chài cao 394 mét so với mực nước biển, nổi lên giữa đồng bằng Tuy Hòa, thuộc địa phận xã Bình Kiến và xã Hòa Kiến, ngoại ô thành phố Tuy Hòa, cách trung tâm thành phố khoảng 4 km về phía Tây Bắc, ngay sát Quốc lộ 1. Chu vi quanh chân núi là 10 km. Núi Chóp Chài cùng với sông Ba là những biểu tượng quen thuộc về Phú Yên. Do gần trung tâm thành phố Tuy Hòa, có độ cao và mặt bằng rộng, đỉnh núi Chóp Chài là nơi đặt Trung tâm Truyền dẫn-Phát sóng VTV Phú Yên.
Núi Chóp Chài có hình dáng khá vuông vức trông tựa như một kim tự tháp khổng lồ. Đứng trên đỉnh núi sẽ có được tầm nhìn bao quát tới biển, vùng đồng bằng dưới chân núi. Trên núi có hang Dơi (hay Trai Thủy) rộng 5 m và rất sâu. Lưng sườn núi có các công trình kiến trúc Phật giáo như chùa Hoà Sơn, Minh Sơn, Khánh Sơn, Bảo Lâm.
Căn cứ vào hình dáng và thế núi thì nó còn có tên khác là Quy Sơn (núi Rùa) hay hòn Cổ Rùa, bởi nhìn giống một con rùa đang thò cổ ra bò trên mặt đồng rộng.
Trên núi còn có nhiều công trình viễn thông dân sự và quân sự. Trong Chiến tranh Việt Nam, nơi đây đã xảy ra một số trận đánh giữa Quân lực Việt Nam Cộng hòa và Quân Giải phóng Miền Nam Việt Nam.